# Mariano Díaz Mejía
Mariano Díaz Mejía (Barcellona, 1º agosto 1993) è un calciatore dominicano con cittadinanza spagnola, attaccante dell'Alavés e della nazionale dominicana.

## Biografia
È di origine dominicana per via della madre, nativa di San Juan de la Maguana. Il padre è di Barcellona.

## Caratteristiche tecniche
È in possesso di una notevole velocità palla al piede, a cui abbina ottime doti tecniche e buone capacità balistiche. Prima punta forte fisicamente, in grado di farsi valere nel gioco aereo e di proteggere bene il pallone. Si distingue inoltre per senso della posizione e propensione al sacrificio, pressando spesso il portatore di palla avversario.

## Carriera

### Club
Muove i suoi primi passi nel settore giovanile dell'Espanyol, prima di approdare al Badalona nel 2009. Esordisce con i catalani il 21 agosto 2011 contro il Teruel, subentrando al 69' al posto di Goikoetxea.
La stagione successiva viene tesserato dal Real Madrid, che lo inserisce nella propria cantera. Alla luce delle ottime prestazioni fornite con la squadra riserve, nel 2016 Zidane, che lo aveva allenato in precedenza al Castilla, decide di aggregarlo alla prima squadra, complice anche l'infortunio occorso a Benzema e la conseguente mancanza di una valida alternativa a Morata.
Esordisce nella Liga il 27 agosto 2016 contro il Celta Vigo, sostituendo Morata al 77'. Il 2 novembre esordisce in Champions League contro il Legia Varsavia nella fase a gironi; sostituisce nuovamente Morata a 5' dal termine. Il 30 novembre mette a segno una tripletta in Coppa del Re contro la Leonesa. Al termine della stagione si aggiudica sia il campionato, che la Champions League.
Il 30 giugno 2017 passa al Lione in cambio di 8 milioni di euro, firmando un contratto valido per 5 stagioni. A fine stagione colleziona 42 presenze ufficiali tra tutte le competizioni e 21 gol.
Il 29 agosto 2018 il Real Madrid comunica di aver riacquistato il giocatore per 33 milioni di euro più bonus. Sceglie la maglia numero 7, appartenuta fino a poco tempo prima a Cristiano Ronaldo.
Il 3 giugno 2023, dopo 5 anni in cui ha trovato poco spazio, viene comunicato che non avrebbe rinnovato il suo contratto in scadenza con i blancos.

### Nazionale
Eleggibile dalla selezione dominicana grazie alle origini della madre, esordisce in nazionale il 24 marzo 2013 in un'amichevole disputata a San Cristóbal contro l'Haiti, mettendo a segno una delle tre reti che consentono ai compagni di vincere l'incontro. In vista di una possibile convocazione da parte della nazionale spagnola, decide di non rispondere più alle convocazioni della selezione dominicana.

## Statistiche

### Presenze e reti nei club
Statistiche aggiornate al 7 agosto 2025.
| Stagione                | Squadra                 | Campionato              | Campionato | Campionato | Coppe nazionali | Coppe nazionali | Coppe nazionali | Coppe continentali | Coppe continentali | Coppe continentali | Altre coppe | Altre coppe | Altre coppe | Totale | Totale |
| Stagione                | Squadra                 | Comp                    | Pres       | Reti       | Comp            | Pres            | Reti            | Comp               | Pres               | Reti               | Comp        | Pres        | Reti        | Pres   | Reti   |
| ----------------------- | ----------------------- | ----------------------- | ---------- | ---------- | --------------- | --------------- | --------------- | ------------------ | ------------------ | ------------------ | ----------- | ----------- | ----------- | ------ | ------ |
| 2011-2012               | Badalona                | SDB                     | 3          | 0          | CR              | 1               | 1               | -                  | -                  | -                  | -           | -           | -           | 4      | 1      |
| 2012-2013               | Real Madrid C           | SDB                     | 20         | 3          | -               | -               | -               | -                  | -                  | -                  | -           | -           | -           | 20     | 3      |
| 2013-2014               | Real Madrid C           | SDB                     | 26         | 15         | -               | -               | -               | -                  | -                  | -                  | -           | -           | -           | 26     | 15     |
| Totale Real Madrid C    | Totale Real Madrid C    | Totale Real Madrid C    | 46         | 18         |                 | -               | -               |                    | -                  | -                  |             | -           | -           | 46     | 18     |
| 2013-2014               | Real M. Castilla        | SD                      | 1          | 0          | -               | -               | -               | -                  | -                  | -                  | -           | -           | -           | 1      | 0      |
| 2014-2015               | Real M. Castilla        | SDB                     | 10         | 5          | -               | -               | -               | -                  | -                  | -                  | -           | -           | -           | 10     | 5      |
| 2015-2016               | Real M. Castilla        | SDB                     | 29+4       | 25+2       | -               | -               | -               | -                  | -                  | -                  | -           | -           | -           | 33     | 27     |
| Totale Real M. Castilla | Totale Real M. Castilla | Totale Real M. Castilla | 40+4       | 30+2       |                 | -               | -               |                    | -                  | -                  |             | -           | -           | 44     | 32     |
| 2016-2017               | Real Madrid             | PD                      | 8          | 1          | CR              | 5               | 4               | UCL                | 1                  | 0                  | SU+Cmc      | 0           | 0           | 14     | 5      |
| 2017-2018               | Olympique Lione         | L1                      | 34         | 18         | CF+CdL          | 2+0             | 1               | UEL                | 9                  | 2                  | -           | -           | -           | 45     | 21     |
| ago. 2018               | Olympique Lione         | L1                      | 3          | 0          | CF+CdL          | 0               | 0               | UCL                | 0                  | 0                  | -           | -           | -           | 3      | 0      |
| Totale Olympique Lione  | Totale Olympique Lione  | Totale Olympique Lione  | 37         | 18         |                 | 2               | 1               |                    | 9                  | 2                  |             | -           | -           | 48     | 21     |
| ago. 2018-2019          | Real Madrid             | PD                      | 13         | 3          | CR              | 1               | 0               | UCL                | 5                  | 1                  | SU+Cmc      | 0           | 0           | 19     | 4      |
| 2019-2020               | Real Madrid             | PD                      | 5          | 1          | CR              | 0               | 0               | UCL                | 0                  | 0                  | SS          | 2           | 0           | 7      | 1      |
| 2020-2021               | Real Madrid             | PD                      | 16         | 1          | CR              | 1               | 0               | UCL                | 4                  | 0                  | SS          | 1           | 0           | 22     | 1      |
| 2021-2022               | Real Madrid             | PD                      | 9          | 1          | CR              | 1               | 0               | UCL                | 1                  | 0                  | SS          | 0           | 0           | 11     | 1      |
| 2022-2023               | Real Madrid             | PD                      | 9          | 0          | CR              | 0               | 0               | UCL                | 1                  | 0                  | SS+SU+Cmc   | 0+0+1       | 0           | 11     | 0      |
| Totale Real Madrid      | Totale Real Madrid      | Totale Real Madrid      | 60         | 7          |                 | 8               | 4               |                    | 12                 | 1                  |             | 4           | 0           | 84     | 12     |
| 2023-2024               | Siviglia                | PD                      | 9          | 0          | CR              | 1               | 0               | UCL                | 3                  | 0                  | SU          | 0           | 0           | 13     | 0      |
| 2025-2026               | Alavés                  | PD                      | -          | -          | CR              | -               | -               | -                  | -                  | -                  | -           | -           | -           | -      | -      |
| Totale carriera         | Totale carriera         | Totale carriera         | 199        | 75         |                 | 12              | 6               |                    | 24                 | 3                  |             | 4           | 0           | 239    | 84     |

### Cronologia presenze e reti in nazionale
| Cronologia completa delle presenze e delle reti in nazionale ― Rep. Dominicana | Cronologia completa delle presenze e delle reti in nazionale ― Rep. Dominicana | Cronologia completa delle presenze e delle reti in nazionale ― Rep. Dominicana | Cronologia completa delle presenze e delle reti in nazionale ― Rep. Dominicana | Cronologia completa delle presenze e delle reti in nazionale ― Rep. Dominicana | Cronologia completa delle presenze e delle reti in nazionale ― Rep. Dominicana | Cronologia completa delle presenze e delle reti in nazionale ― Rep. Dominicana | Cronologia completa delle presenze e delle reti in nazionale ― Rep. Dominicana |
| Data                                                                           | Città                                                                          | In casa                                                                        | Risultato                                                                      | Ospiti                                                                         | Competizione                                                                   | Reti                                                                           | Note                                                                           |
| ------------------------------------------------------------------------------ | ------------------------------------------------------------------------------ | ------------------------------------------------------------------------------ | ------------------------------------------------------------------------------ | ------------------------------------------------------------------------------ | ------------------------------------------------------------------------------ | ------------------------------------------------------------------------------ | ------------------------------------------------------------------------------ |
| 24-3-2013                                                                      | San Cristóbal                                                                  | Rep. Dominicana                                                                | 3 – 1                                                                          | Haiti                                                                          | Amichevole                                                                     | 1                                                                              | 44’                                                                            |
| 25-3-2025                                                                      | Santiago de los Caballeros                                                     | Rep. Dominicana                                                                | 2 – 0                                                                          | Porto Rico                                                                     | Amichevole                                                                     | 1                                                                              | 88’                                                                            |
| Totale                                                                         |                                                                                | Presenze                                                                       | 2                                                                              |                                                                                | Reti                                                                           | 2                                                                              |                                                                                |

## Palmarès

### Club

#### Competizioni nazionali
- Campionato spagnolo: 3

Real Madrid: 2016-2017, 2019-2020, 2021-2022
- Supercoppa di Spagna: 2

Real Madrid: 2019, 2022
- Coppa di Spagna: 1

Real Madrid: 2022-2023

#### Competizioni internazionali
- Coppa del mondo per club: 3

Real Madrid: 2016, 2018, 2022
- UEFA Champions League: 2

Real Madrid: 2016-2017, 2021-2022
- Supercoppa UEFA: 2

Real Madrid: 2016, 2022